# فورينغن (بافاريا)
فورينغن (نوي اولم) (بالألمانية: Vöhringen, Bavaria) هي بلدة ألمانية و مدينة تقع في نوي-أولم في ألمانيا. يقدر عدد سكانها بـ 13,056 نسمة .

## المدن التوأمة
مدينة هت اشتت هي مدينة توأمة لـفورينغن (نوي اولم).